# Società Sportiva Alba Roma
La Società Sportiva Alba Roma fue un club de fútbol de Italia, con sede en Roma, en el Lacio. Fue fundado en 1907 y desapareció en 1968.

## Historia
La US Alba Audace nace de la fusión de dos clubes romanos, la SS Alba Roma (fundada en 1907) y el CR Juventus Audax (de 1924), resultado a su vez de varias fusiones entre diferentes equipos de la capital; el Juventus Audax fue el resultado de la fusión entre la SS Juventus Roma (de 1905) y el FC Esperia Audace (fusión en 1912 del CS Audace de 1901 y el FC Esperia de 1911).
Todas estas fusiones de equipos no terminarían aquí, ya que los mandos fascistas de Roma deseaban lograr la unión de todos los principales clubes de la capital para poder hacer frente a los equipos de las ciudades del norte del país (Turín, Milán, Génova o Vercelli). Finalmente en 1927 se fusionarían tres de los cuatro principales equipos de Roma, el Alba Audace, el Roman F.C. y la SS Fortitudo-Pro Roma formando la actual AS Roma, rechazando integrarse en el nuevo club la Lazio.
En el campeonato liguero de 1926-27 la US Alba Audace finalizó en novena posición del grupo A, tan solo por delante del SSC Napoli, en un grupo en el que militaban equipos tan potentes como Juventus, Inter de Milán o Génova. Este puesto conllevaba el descenso de categoría, pero la reorganización del campeonato por el régimen fascista, unida a la fusión de los clubes romanos (menos la Lazio), forzada también por las autoridades, supuso que el nuevo club, la AS Roma, se mantuviera en la categoría.
El club fue refundado en 1946 en la Serie B, descendiendo ese año y fue bajando de categoría hasta desaparecer en 1968 al fusionarse con el U.S. Albatrastevere para crear al SS Trastevere.